# Teterow
Teterow est une ville allemande de l'arrondissement de Rostock, dans le Land de Mecklembourg-Poméranie-Occidentale. 

## Géographie
La ville se trouve dans la région historique du Mecklembourg. Teterow est située sur un affluent de la Peene et elle est le centre géographique du Mecklembourg-Poméranie-Occidentale.
En plus du centre-ville, le territoire communal comprend les localités de Niendorf, de Pampow et de Teschow.
La Bundesstraße 104 (Schwerin – Neubrandenbourg) et la Bundesstraße 108 (Rostock – Waren) se croisent dans la ville.

## Évolution démographique
| Année      | 1347 | 1496 | 1618 | 1763 | 1895 | 1933 | 1939 | 1971  | 1988  | 1996  | 2005 |
| ---------- | ---- | ---- | ---- | ---- | ---- | ---- | ---- | ----- | ----- | ----- | ---- |
| Population | 2000 | 585  | 1800 | 1364 | 6626 | 8058 | 7816 | 11431 | 11190 | 10719 | 9535 |

## Jumelages
La ville de Teterow est jumelée avec :
- Bad Segeberg (Allemagne) depuis décembre 1990
- Białogard (Pologne) depuis 1993
- Johnson City (États-Unis) depuis le 20 aout 1999
- Kunszentmárton (Hongrie) depuis 1993
- Scheeßel (Allemagne) depuis mars 1990
- Šiauliai (Lituanie) depuis octobre 1999
- Sjöbo (Suède) depuis 2008

## Monuments et tourisme
- Église Saint-Pierre-et-Saint-Paul, 1270-1350
- Porte de Malchin, gothique du XIVe siècle
- Porte de Rostock, gothique du XIVe siècle
- Hôtel de ville, 1910
- Moulin de la ville (Stadtmühle), 1800
- Château de Teschow
- Cimetière de l'Armée rouge
- Cimetière Saint-Georges
- Monument aux morts de la Première Guerre mondiale, œuvre de Paul Korff, qui mesure 21 mètres de hauteur (1927)
- Groupe sculpté en mémoire des victimes du fascisme[2], œuvre de Wolfgang Eckhardt (1970)
- Stèle en mémoire de la guerre de 1870

## Personnalités liées à la ville
- Constantin Kirchhoff (1764-1833), chimiste ;
- Willi Boeckmann (1910-1943) homme politique ;
- Herta Bothe (1921-2000), gardienne SS ;
- Ulrich Adam (né en 1950), homme politique ;
- Gerd Kische (né en 1951), footballeur.